# Politiche di manutenzione
Le politiche di manutenzione (dette anche strategie manutentive) sono il tipo di risposta che coinvolge l'azione manutentiva al manifestarsi di un guasto, di una avaria o di una semplice deriva.
Il guasto, l'avaria o la deriva generano un fabbisogno di manutenzione che l'azione manutentiva consente di risolvere.
Il tipo di politica adottata in risposta al fabbisogno di manutenzione latente o evidente, è di gran lunga il determinante più importante della manutenzione.
Dal tipo di risposta manutentiva adottata per fronteggiare il fabbisogno, dipende in massima parte l'economicità di esercizio del sistema interessato da questi fenomeni.
L'economicità del sistema in questione è diretta conseguenza dei costi di mancanza dovuti ai fabbisogni di manutenzione, dei costi per la messa in atto degli interventi di manutenzione, e degli strumenti tecnici e culturali, messi a punto per comprendere e governare i fabbisogni di manutenzione e le conseguenti azioni manutentive.

## Tipologie
- Manutenzione autonoma
- Manutenzione preventiva
  - Manutenzione statistica
  - Manutenzione secondo condizione
  - Manutenzione predittiva
- Manutenzione incidentale
- Manutenzione migliorativa
- Manutenzione opportunistica